# 林惠珊
林惠珊出生於台灣的生態觀察家，因為喜歡黑鳶，進而關注慣行農法使用加保扶造成大量的鳥類死亡和殺鼠劑毒殺田間的老鼠，進而影響食物鏈上端的黑鳶也被毒殺，造成台灣的黑鳶數量嚴重下降，2015年經過商業周刊報導之後，引發民間和政府開始重視這個問題，希望農民可以不要使用加保扶毒餌、以及不使用老鼠藥，因此在屏東到處找農民宣講，首先找到生產紅豆的農民願意合作，後來和全聯福利中心合作推出友善老鷹的良知消費產品，使得農民、消費者和黑鳶生態獲得更好的環境循環。

## 相關連結
- FACEBOOK粉絲專頁：昕昌生態科研